# Ibrahim Magassa
Ibrahim Magassa (* 9. Mai 2002 in Bondy) ist ein französischer Basketballspieler.

## Werdegang
Magassa begann im Alter von acht Jahren in seiner Geburtsstadt Bondy mit dem Basketball. Von 2012 bis 2016 spielte er bei Villemomble Sport Basket und ging dann nach Spanien. Er besuchte dort ein Jahr die Canarias Basketball Academy auf Teneriffa. 2017 wechselte er innerhalb des Landes zu Baloncesto Torrelodones, 2019 wurde er von Betis Sevilla verpflichtet. Im Oktober 2020 wurde er erstmals in der Liga ACB zum Einsatz gebracht. Im Mai 2021 erlitt er im linken Knie einen Kreuzbandriss und einen Meniskusriss. Sevilla schickte den Franzosen im August 2022 per Leihabkommen zum Zweitligisten Iraurgi SB. Im Sommer 2023 wurde seine Rückkehr nach Sevilla vermeldet, der Verein war mittlerweile in die zweite Liga abgestiegen. Allerdings spielte Magassa anschließend nicht mehr für die Mannschaft, da er sich im Sommer 2023 wieder einen Kreuzbandriss zuzog.
Mitte Dezember 2024 wurde er vom schwedischen Erstligisten KFUM Nässjö unter Vertrag genommen. Im Sommer 2025 wechselte der Franzose innerhalb Schwedens zum Södertälje BBK.

### Nationalmannschaft
Mit Frankreichs U16-Nationalmannschaft wurde der Flügelspieler 2018 bei der Europameisterschaft dieser Altersklasse Vierter.